# Plocama calabrica
Plocama calabrica är en måreväxtart som först beskrevs av Carl von Linné d.y., och fick sitt nu gällande namn av Maria Backlund och Mats Thulin. Plocama calabrica ingår i släktet Plocama och familjen måreväxter. Inga underarter finns listade i Catalogue of Life.